# Munkarps socken
Munkarps socken i Skåne ingick i Frosta härad, med en del före 1889 i Onsjö härad, uppgick 1969 i Höörs köping och området ingår sedan 1971 i Höörs kommun och motsvarar från 2016 Munkarps distrikt.
Socknens areal är 29,82 kvadratkilometer varav 27,10 land. År 2000 fanns här 510 invånare. En del av tätorten Ormanäs och Stanstorp samt kyrkbyn Munkarp med sockenkyrkan Munkarps kyrka ligger i socknen.

## Administrativ historik
Socknen har medeltida ursprung. Före 1889 låg en dryg tredjedel av socknen i Onsjö härad.
Vid kommunreformen 1862 övergick socknens ansvar för de kyrkliga frågorna till Munkarps församling och för de borgerliga frågorna bildades Munkarps landskommun. Landskommunen uppgick 1952 i Norra Frosta landskommun som uppgick 1969 i Höörs köping som ombildades 1971 till Höörs kommun. Församlingen uppgick 2006 i Höörs församling. 
1 januari 2016 inrättades distriktet Munkarp, med samma omfattning som församlingen hade 1999/2000.  
Socknen har tillhört län, fögderier, tingslag och domsagor enligt vad som beskrivs i artikeln Frosta härad.De indelta soldaterna tillhörde Norra skånska infanteriregementet, Västra Göinge kompani och Skånska dragonregementet, Kolleberga Sqvadron, Lif-Kompaniet.

## Geografi
Munkarps socken ligger väster om Höör med Ringsjön i söder och Rönneå i sydväst. Socknen är en kuperad odlingsbygd med mossen Ageröds mosse och skog i norr.

## Fornlämningar
Från stenåldern är minst 25 boplatser funna, flertalet i Ageröds mosse. 

## Namnet
Namnet skrevs 1543 Monckeup och kommer från kyrkbyn. Efterleden är torp, 'nybygge'. Förleden är munk.